# Tara (Plantae)
Tara, bijni rod u porodici mahunarki. Pripada mu tri vrste drveća i grmlja koje rastu po Srednjoj i Južnoj Americi i Antilima. T. vesicaria iz Antila i Yucatana uvezena je na Floridu.
Tipična je Tara spinosa (sin. Tara tinctoria), korisno drvo čija je domovina Peru. Uzgaja se kao ukrasno drvo zbog svojih šarenih cvjetova i mahuna, kao i zbog tanina, a koristi se i u medicinske svrhe.

## Vrste
1. Tara cacalaco (Bonpl.) Molinari & Sánchez Och.
2. Tara spinosa (Molina) Britton & Rose
3. Tara vesicaria (L.) Molinari, Sánchez Och. & Mayta